# Yvon Beaulne
Pour les articles homonymes, voir Beaulne.
Yvon Beaulne est un diplomate canadien né à Ottawa le 22 février 1919 et mort le 8 juin 1999 à Hull.

## Biographie
Fils de l'homme de théâtre et fonctionnaire Léonard Beaulne (1887-1947) et d'Yvonne Daoust (?-1943), il a deux frères, Guy et Jean-Pierre, ainsi qu'une sœur, Paulette. Il a été marié à Thérèse Pratte. Il est le père de cinq enfant, soit François (aussi diplomate), Pierre, Louise, Léonard, et Gilles. 

### Parcours académique
Yvon Beaulne obtient un diplôme en philosophie de l'Université d'Ottawa en 1939 et en 1941. Quelques années plus tard, en 1966-1967, il décroche un diplôme en sciences politiques de l'American University (Washington DC), puis un doctorat honoris causa de la même université en 1970.

### Carrière professionnelle
Yvon Beaulne est soldat dans l'armée canadienne à partir de 1941. Après un service en Europe et en Afrique du Nord pendant la Seconde Guerre mondiale, il est démobilisé en 1946. Il détenait alors le grade de capitaine en plus d'avoir été l'aide de camp de Charles de Gaulle. 
Il rejoint le Ministère des Affaires extérieures du Canada en 1947 et il y travaille jusqu'à sa retraite en 1984. Il occupe différentes fonctions, notamment celle de deuxième secrétaire d'ambassade à Rome en 1949 et celle de premier secrétaire d'ambassade à Buenos Aires en 1956. En poste au service international de Radio-Canada en 1952-53, il est également conseiller à l'Ambassade du Canada à Cuba en 1960 et chef de la Division de l'Amérique Latine au Ministère des Affaires étrangères également en 1960. Yvon Beaulne est aussi nommé ambassadeur du Canada au Venezuela en décembre 1961 et en République dominicaine (1961-1964), à Washington, au Brésil (1967-1969), aux Nations unies (1969-1972), à l'UNESCO (1976-1979) puis au Vatican (1979-1984). Il a aussi été représentant du Canada à la Commission des droits de l'homme des Nations unies de 1976 à 1984 et président de cette commission en 1980.
À l'Université d'Ottawa, Yvon Beaulne fonde en 1981 le Centre de recherche et d'enseignement sur les droits de la personne. Il met aussi en place la « Conférence Yvon Beaulne» sur la protection internationale des droits de la personne en 1982. En 1984, il est nommé président d'honneur de l'Institut canadien-français d'Ottawa. 

## Honneurs
- 1970 - Doctorat honoris causa en sciences politiques de l'Université d'Ottawa;
- 1984 - Institut canadien-français d'Ottawa, président d'honneur;
- 1984 - Congrégation des O. M. I., membre honoraire;
- 1988 - Ordre de Malte;
- 1992 -  Membre de l'Ordre du Canada[3].